# Dziurkowanie

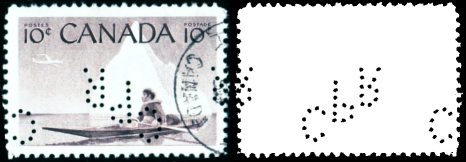
Kanadyjski znaczek z 1955 z dziurkowaniem CPR (Canadian Pacific Railway)

Dziurkowanie – opatrzenie znaczków i całostek (na znaku opłaty) dziurkami – jedną lub wieloma – układającymi się w inicjały, napisy, znaki lub symbole.
Dziurkowanie ma charakter jednoznaczny z:
- nadrukami dokonanymi przez pocztę
- kasowaniem znaczków
- zabezpieczeniem przed wykupem znaczków w arkuszach dla celów lokacyjnych.